# Любовь короля
Любовь короля (кор. 연모; РКЯ Yeonmo) — южнокорейский телесериал с Пак Ын Бин, Роун, Nam Yoon-su, Чхве Бён Чан, Bae Yoon-Kyung, и Jung Chae-yeon в главных ролях. Премьера на KBS2 состоялась 11 октября 2021 года, серии выходят каждый понедельник и вторник в 21:30 (корейское время). Он также доступен для стриминга на Netflix в некоторых регионах.

## Сюжет (синопсис)
Действие происходит во времена династии Чосон, когда близнецы и двойняшки считались зловещим знаком. В итоге, когда наследная принцесса-консорт рожает двойняшек, приходит приказ об убийстве дочери. Чтобы спасти её, дочь тайно высылают из дворца.
Несколько лет спустя сын-близнец Ли Хви умирает. Чтобы скрыть смерть, мать возвращает свою дочь, принцессу, и воспитывает её как Ли Хви. Несмотря на то, что она отдаляет себя от всех, она начинает испытывать чувства к Чон Джи Уну, своему учителю из знатной семьи.

## Актёрский состав

### Главные роли
- Пак Ын Бин — наследная принцесса Ли Хви / Дам И / Ён Сон[6]
  - Чхве Мён Бин — молодая Ли Хви / Дам И[7]
- Роун — Чон Джи Ун[8]
  - Го У Рим — молодой Чон Джи Ун[9]
- Нам Юн Су — Ли Хён[10]

Принц Джаын, двоюродный брат Ли Хви.
- - Чхве Ро Ун — молодой Ли Хён[11]
- Чхве Бён Чан — Ким Га Он / Кан Ын Со[12]
  - Ок Чан Ю — молодой Ким Га Он / Кан Ын Со

Личный телохранитель Ли Хви, который скрывает свое прошлое.
- Пэ Юн Гён — Син Со Ын[13]

Единственный ребёнок министра кадров. Она питает привязанность к Чон Джи Уну.
- Чон Чхэ Ён — Но Ха Гён[14]

Младшая дочь военного министра.

### Второстепенные роли
- Юн Дже Мун — Han Ki-jae, лорда Sangheon’a; левый статский советник и дед Lee Hwi по материнской линии. Безжалостный человек, который планирует увеличить свою власть и посадить на трон своего внука. Он приказал убить сестру-двойняшку Lee Hwi при рождении.
- Bae Soo-bin в роли Jung Seok-jo; Отец Ji-woon. Он судебный инспектор и бессердечный человек, беспрекословно выполняющий приказы лорда Sangheon’a.[15]
- Lee Pil-mo в роли короля Hyejong’a; отца Lee Hwi.[16]

#### Герои окружающие Lee Hwi
- Пэк Хён Джу — придворная леди Ким[17]
- КО Гю Пхиль — евнух Хон[18]
  - Ким Гун — молодой евнух Хон
- Ким Джэ Чхоль — Юн Хён Соль[19]

Телохранитель короля Хё Джона.

#### Герои окружающие Jung Li-woon’а
- Пак Ын Хё — леди Ким.[20]

Мать Джи Уна.
- Чан Се Хён — Бан Джиль Гым[21]

Работник Самгэбана.
- Ли Су Мин — Бан Юн Джи

Работник Самгэбана.
- Хё Чон Мин — дворцовый страж Ку/Гу

#### Королевская семья
- Kim Taek в роли принца Wonsan; старшого брата Lee Hyun’a и двоюродного брата Lee Hwi.[22]
  - Kim Joon-ho в роли юного принца Wonsan
- Kim Seo-ha в роли принца Changwoon; дяди Lee Hwi.[23]
- Lee ll-hwa в роли вдовствующей королевы; бабушки Lee Hwi.[24]
- Son Yeo-eun в роли королевы; второй жены Hyejong’a, матери великого принца Jehyeon’a и мачехи Lee Hwi.[18]
- Cha Sung-jae в роли Великого принца Jehyeon’a / Gyeom’a; сводного брата Lee Hwi.

#### Королевский двор
- Jung Jae-seong в роли Noh Hak-su, отца Noh Ha-kyung’a и министра по военным делам .[25]
- Park Won-sang в роли Shin Young-soo; отца Shin Young-soo и министр кадров .
- Son Jong-hak в роли лорда Changchun; главного статского советника и отца королевы.

#### Королевский институт
- Ким Ин Ноу в роли Yang Moon-soo[26]
- Но Сан Бо в роли Пак Бом Ду[27]
- Ким Мин Сок в роли Choi Man-dal[28]

### Другие
- Han Chae-ah в роли наследной принцессы Han; матери Lee Hwi и дочери лорда Sangheon’a.[29]
- Park Ki-woong — главный евнух и посланник династии Мин[30]
  - Kim Do-won, как молодой главный евнух
- Lee Seo-hwan — заместитель министра по делам обрядов династии Мин
- Gong Jin-seo в роли Jan-yi; горничной So-eun’a.[31]
- Kim Eun-min — рождённая в Чосоне наложница императора Мин
  - Yoon Seo-yeon в роли молодой наложницы
- Jo Sung-kyu в роли управляющего принца Changwoon’a[32]
- Kim Ki-doo — глава бюро астрологии.[33]

## Производство

### Съемки фильма
Съемки были остановлены 26 июля 2021 года, так как у одного из производственных сотрудников, участвовавших в съемках 24 июля, был обнаружен COVID-19 . Все актёры и производственный персонал впоследствии были протестированы и отправлены на карантин в тот же день. 27 июля было объявлено, что у Park Eun-bin, Lee Pil-mo и Bae Soo-bin отрицательный результат на COVID-19. 28 июля стало известно, что результат теста Nam Yoon-su также оказался отрицательным. В тот же день было объявлено о возобновлении съемок.
6 августа, была новость о том, что съемка была отменена из-за пожара, вспыхнувшего на день раньше, в 21:10 KST, когда команда находилась в корейской народной деревни в Yongin, провинция Gyeonggi . Пожар был потушен пожарными в течение 20 минут.
29 ноября 2021 года сообщалось, что съемки сериала закончились 15 ноября 2021 года.

## Оригинальный саундтрек
Часть первая
| №                   | Название                             | Текст песни         | Музыка              | Артист              | Длительность |
| ------------------- | ------------------------------------ | ------------------- | ------------------- | ------------------- | ------------ |
| 1.                  | «Shadow of You» (그림자 사랑)        | Han Seong-ho        | Lee Hyun-seung TM   | Super Junior-K.R.Y. | 3:51         |
| 2.                  | «Shadow of You» (그림자 사랑; Inst.) |                     | Lee Hyun-seung TM   | Super Junior-K.R.Y. | 3:51         |
| Общая длительность: | Общая длительность:                  | Общая длительность: | Общая длительность: | Общая длительность: | 7:42         |

Часть вторая
| №                   | Название                       | Текст песни         | Музыка                                                                        | Артист              | Длительность |
| ------------------- | ------------------------------ | ------------------- | ----------------------------------------------------------------------------- | ------------------- | ------------ |
| 1.                  | «One and Only» (알아요)        | Han Seong-ho        | Park Geun-tae Kang Eun-kyung Kim Do-hoon (RBW) Lee Hyun-seung Hwang Tae-young | Lyn                 | 4:10         |
| 2.                  | «One and Only» (알아요; Inst.) |                     | Park Geun-tae Kang Eun-kyung Kim Do-hoon (RBW) Lee Hyun-seung Hwang Tae-young | Lyn                 | 4:10         |
| Общая длительность: | Общая длительность:            | Общая длительность: | Общая длительность:                                                           | Общая длительность: | 8:20         |

Часть третья
| №                   | Название            | Текст песни         | Музыка              | Артист              | Длительность |
| ------------------- | ------------------- | ------------------- | ------------------- | ------------------- | ------------ |
| 1.                  | «If I»              | VIP                 | VIP                 | Baek Ji-young       | 3:41         |
| 2.                  | «If I» (Inst.)      |                     | VIP                 | Baek Ji-young       | 3:41         |
| Общая длительность: | Общая длительность: | Общая длительность: | Общая длительность: | Общая длительность: | 7:22         |

Часть четвёртая
| №                   | Название            | Текст песни                                                | Музыка                                                                            | Артист              | Длительность |
| ------------------- | ------------------- | ---------------------------------------------------------- | --------------------------------------------------------------------------------- | ------------------- | ------------ |
| 1.                  | «I Believe»         | Han Seung-hoon Kim Chang-rak (Aiming) Kim Soo-bin (Aiming) | Han Seung-hoon Kim Chang-rak (Aiming) Im Soo-hyuk (Aiming) Kang Min-hoon (Aiming) | An Da-eun           | 3:46         |
| 2.                  | «I Believe» (Inst.) |                                                            | Han Seung-hoon Kim Chang-rak (Aiming) Im Soo-hyuk (Aiming) Kang Min-hoon (Aiming) | An Da-eun           | 3:46         |
| Общая длительность: | Общая длительность: | Общая длительность:                                        | Общая длительность:                                                               | Общая длительность: | 7:32         |

Часть пятая
| №                   | Название                          | Текст песни         | Музыка                                         | Артист              | Длительность |
| ------------------- | --------------------------------- | ------------------- | ---------------------------------------------- | ------------------- | ------------ |
| 1.                  | «Hide and Seek» (숨바꼭질)        | Han Seong-ho        | Han Seong-ho Park Soo-seok Seo Ji-eun Moon Kim | Vromance            | 3:39         |
| 2.                  | «Hide and Seek» (숨바꼭질; Inst.) |                     | Han Seong-ho Park Soo-seok Seo Ji-eun Moon Kim | Vromance            | 3:39         |
| Общая длительность: | Общая длительность:               | Общая длительность: | Общая длительность:                            | Общая длительность: | 7:18         |

Часть шестая
| №                   | Название                | Текст песни         | Музыка              | Артист                  | Длительность |
| ------------------- | ----------------------- | ------------------- | ------------------- | ----------------------- | ------------ |
| 1.                  | «Full of You» (티가 나) | Han Seong-ho Jxxdxn | Lee Hyun-seung TM   | Haeyoon (Cherry Bullet) | 3:16         |
| 2.                  | «Full of You» (티가 나) |                     | Lee Hyun-seung TM   | Vromance                | 3:15         |
| 20.                 | Без названия            |                     | Lee Hyun-seung TM   |                         |              |
| 21.                 | Без названия            |                     | Lee Hyun-seung TM   |                         |              |
| Общая длительность: | Общая длительность:     | Общая длительность: | Общая длительность: | Общая длительность:     | 13:02        |

Часть седьмая
| №                   | Название                           | Текст песни                    | Музыка              | Артист              | Длительность |
| ------------------- | ---------------------------------- | ------------------------------ | ------------------- | ------------------- | ------------ |
| 1.                  | «No Goodbye In Love» (안녕)        | Han Seong-ho Kim Do-hoon (RBW) | Kim Do-hoon (RBW)   | Rowoon (SF9)        | 3:16         |
| 2.                  | «No Goodbye In Love» (안녕; Inst.) |                                | Kim Do-hoon (RBW)   | Rowoon (SF9)        | 3:16         |
| Общая длительность: | Общая длительность:                | Общая длительность:            | Общая длительность: | Общая длительность: | 6:32         |

| Ep. | Исходная дата трансляции | Средняя доля аудитории | Средняя доля аудитории | Средняя доля аудитории |  |
| --- | ------------------------ | ---------------------- | ---------------------- | ---------------------- |  |
| Ep. | Исходная дата трансляции | Nielsen Корея          | Nielsen Корея          | TNmS                   |  |
| Ep. | Исходная дата трансляции | По всей стране         | Сеул                   | По всей стране         |  |
| 1 | 11 октября 2021 г.       | 6,2 % (12th)           | 6,2 % (10th)           | 6,8 % (10th)           |  |
| 2 | 12 октября 2021 г.       | 6,7 % (9th)            | 5,9 % (9th)            | 6,7 % (10th)           |  |
| 3 | 18 октября 2021 г.       | 6,5 % (11th)           | 6,4 % (9th)            | 6,5 % (12th)           |  |
| 4 | 19 октября 2021 г.       | 5,9 % (13th)           | 5,6 % (12th)           | 6,2 % (12th)           |  |
| 5 | 25 октября 2021 г.       | 5,7 % (13th)           | 4,9 % (16th)           | 5.6% (13th)            |  |
| 6 | 26 октября 2021 г.       | 5.5% (14th)            | 4.8% (16th)            | 5,9 % (14th)           |  |
| 7 | 1 ноября 2021 г.         | 7,0 % (9th)            | 6,3 % (10th)           | 7,2 % (8th)            |  |
| 8 | 2 ноября 2021 г.         | 7,6 % (6th)            | 7,2 % (6th)            | 7,1 % (9th)            |  |
| 9 | 8 ноября 2021 г.         | 7,8 % (8th)            | 7,8 % (7th)            | 6,8 % (11th)           |  |
| 10 | 9 ноября 2021 г.         | 7,2 % (7th)            | 7,0 % (7th)            | 6,5 % (11th)           |  |
| 11 | 15 ноября 2021 г.        | 7,1 % (10th)           | 6,4 % (12th)           | 6,7 % (9th)            |  |
| 12 | 16 ноября 2021 г.        | 8,8 % (4th)            | 8,7 % (4th)            | 7,3 % (9th)            |  |
| 13 | 22 ноября 2021 г.        | 10.0% (4th)            | 9.4% (4th)             | 8,5 % (8th)            |  |
| 14 | 23 ноября 2021 г.        | 9,6 % (4th)            | 8,7 % (4th)            | 9.3% (6th)             |  |
| 15 | 29 ноября 2021 г.        | 9,9 % (4th)            | 9.4% (4th)             | 8,4 % (7th)            |  |
| 16 | 30 ноября 2021 г.        | 8,8 % (7th)            | 8,1 % (6th)            | 7,7 % (9th)            |  |
| 17 | 6 декабря 2021 г.        |                        |                        |                        |  |
| 18 | 7 декабря 2021 г.        |                        |                        |                        |  |
| 19 | 13 декабря 2021 г.       |                        |                        |                        |  |
| 20 | 14 декабря 2021 г.       |                        |                        |                        |  |
| В среднем | В среднем                | —                      | —                      | —                      |  |
| - В приведенной выше таблице синие числа представляют самые низкие оценки, а красные числа самые высокие оценки. |                          |                        |                        |                        |  |